# Adolf Wilhelm Edelsvärd
Adolf Wilhelm Edelsvärd (né le 28 juin 1824 à Östersund et mort le 15 octobre 1919 à Stockholm) est un architecte, ingénieur et officier militaire suédois. 

## Biographie
Adolf Edelsvärd est né à Östersund, dans le Jämtland, en Suède. Son père, Fredrik Wilhelm Edelsvärd, était officier et ingénieur. 
Adolf Edelsvärd a étudié l'architecture civile en Suède et en Angleterre. 
Il a été promu lieutenant dans le régiment de Dalécarlie en 1844. 
Il a été architecte en chef des Chemins de fer nationaux suédois (Statens Järnvägar) de 1855 à 1895,,.
Parmi ses ouvrages figurent les gares centrales de Göteborg (1856), Norrköping (1865), Uppsala (1865), Stockholm (1869) et Malmö (1890). 
Il a également conçu le hall d'exposition de Kungsträdgården pour l'Exposition industrielle générale de Stockholm (1866).
Pour les gares plus petites, les plans étaient souvent copiés d'une autre gare qu'il avait conçue, créant ainsi une douzaine de types standard. 
Certaines gares importantes étaient situées à la campagne, et il a conçu des petites villes où la gare était entourée d'une église, d'un hôtel de ville, d'un hôtel, de logements pour les ouvriers, etc., comme par exemple la gare de Katrineholm, la gare de Nässjö et la gare d'Hässleholm.

## Ouvrages

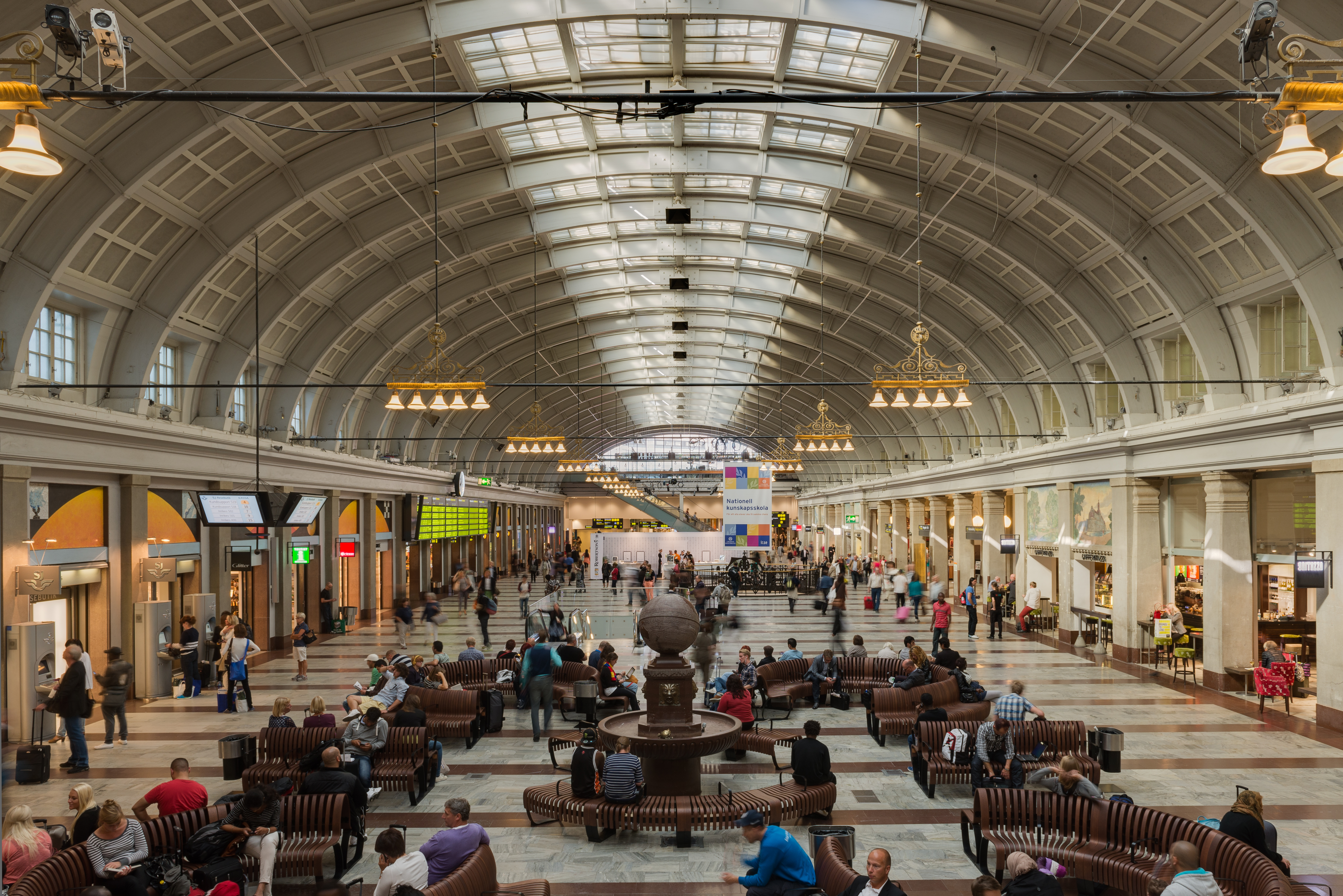
Gare centrale de Stockholm
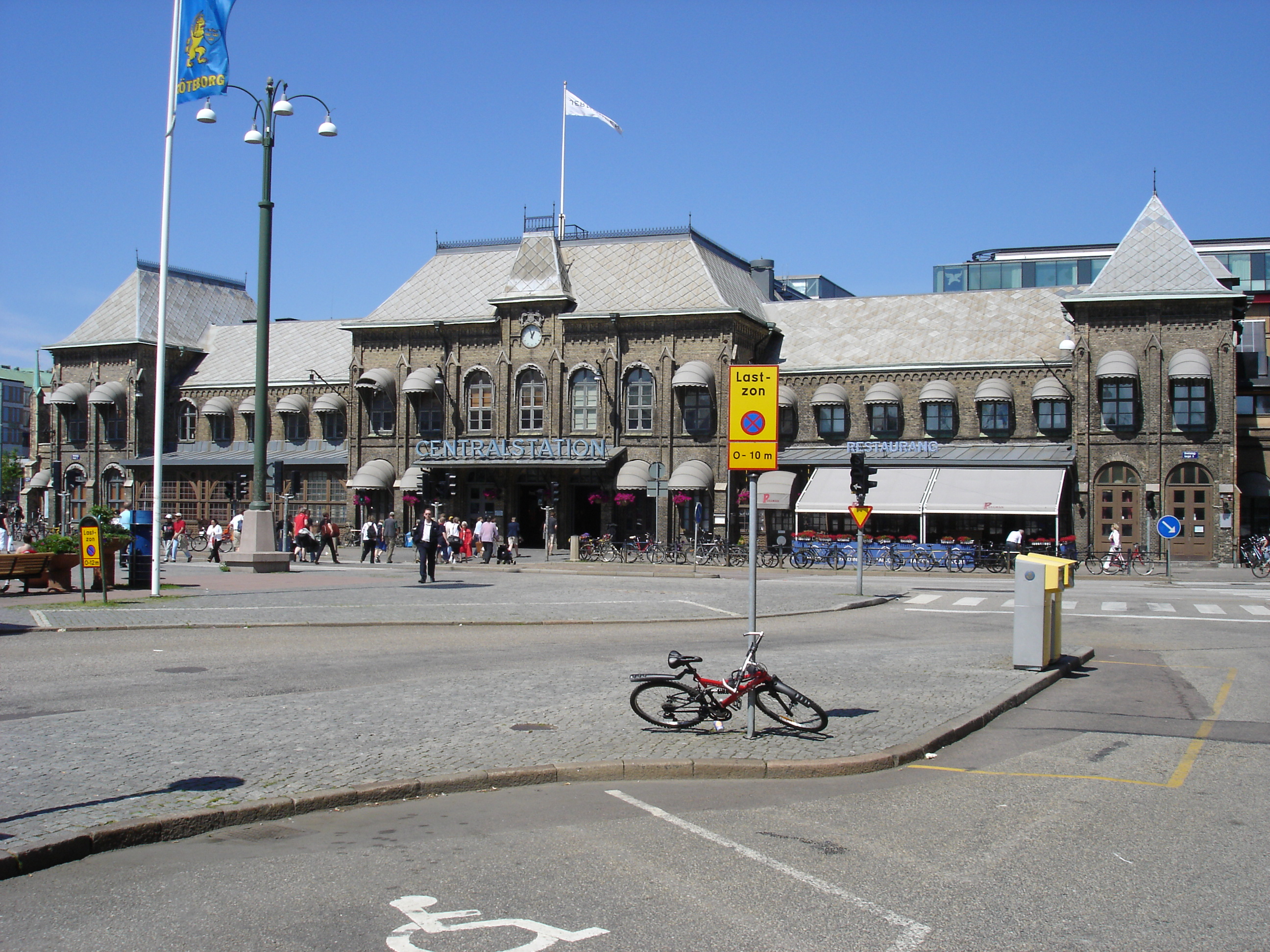
Gare centrale de Göteborg
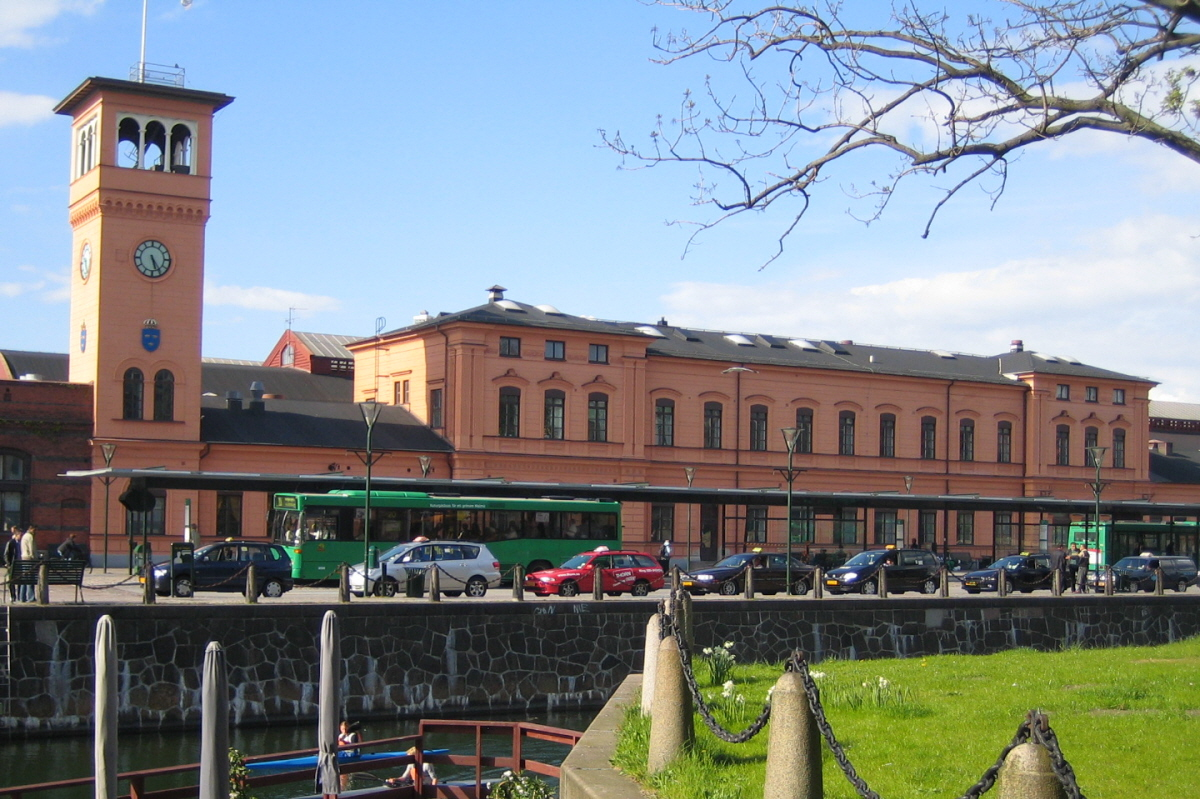
Gare centrale de Malmö